# Death Bed (Coffee for Your Head)
«Death Bed (Coffee for Your Head)» originalmente titulada «death  bed» (en minúsculas) es una canción del músico canadiense Powfu, con la cantante y compositora filipino-británica, beabadoobee. La canción fue subida inicialmente a SoundCloud en 2019; después de la firma de Powfu con Columbia Records, la canción fue lanzada en servicios de streaming el 8 de febrero de 2020. 
La canción incluye fragmentos de otro tema de 2017 "Coffee" de beabadoobee, quien aparece reconocida en los títulos de crédito.
La canción se hizo viral en la aplicación de compartir vídeos TikTok a principios de 2020.

## Antecedentes
El lanzamiento comercial de la canción se retrasó por un año debido a la liquidación de la muestra de la canción de beabadoobee de 2017 "Coffee". Powfu dijo en Twitter en abril de 2019 que no la había puesto en Spotify porque estaba "asustado [él] se metería en problemas de la muestra que [él] usa en la canción", pero dijo que "lo subiría de todos modos" y le dijo a sus seguidores que le dieran "una semana y media". Finalmente fue lanzada a los servicios de streaming y descarga en febrero de 2020.

## Posicionamiento
| Lista (2020)                           | Posición |
| -------------------------------------- | -------- |
| Australia (ARIA)                       | 5        |
| Austria (Ö3 Austria Top 40)            | 11       |
| Bélgica (Flandes) (Ultratop 50)        | 7        |
| Bélgica (Valonia) (Ultratop 50)        | 46       |
| Canadá (Canadian Hot 100)              | 11       |
| Dinamarca (Tracklisten)                | 10       |
| Estonia (Eesti Tipp-40)                | 9        |
| Finlandia (OFC)                        | 9        |
| Francia (SNEP)                         | 19       |
| Alemania (Media Control AG)            | 18       |
| Italia (FIMI)                          | 6        |
| Letonia (Latvijas Top 40)              | 37       |
| Malasia (RIM)                          | 1        |
| Países Bajos (Dutch Top 40)            | 17       |
| Países Bajos (Mega Single Top 100)     | 11       |
| Nueva Zelanda (Recorded Music NZ)      | 5        |
| Noruega (VG-lista)                     | 14       |
| Polonia (Polish Airplay Top 100)       | 63       |
| Escocia (Scottish Singles Sales Chart) | 15       |
| Singapur (RIAS)                        | 1        |
| España (PROMUSICAE)                    | 41       |
| Suiza (Sverigetopplistan)              | 15       |
| Suiza (Schweizer Hitparade)            | 14       |
| Reino Unido (UK Singles Chart)         | 4        |
| Estados Unidos (Billboard Hot 100)     | 26       |
| Estados Unidos (Alternative Airplay)   | 10       |
| Estados Unidos (Mainstream Top 40)     | 25       |
| Estados Unidos (Rolling Stone Top 100) | 47       |

## Certificaciones
| País (organismo certificador) | Certificación | Ventas  |
| ----------------------------- | ------------- | ------- |
| Australia (ARIA)              | Platino       | 70 000  |
| Bélgica (BEA)                 | Oro           | 20 000  |
| Estados Unidos (RIAA)         | Platino       | 1 000   |
| Francia (SNEP)                | Oro           | 100 000 |
| Italia (FIMI)                 | Oro           | 35 000  |
| México (AMPROFON)             | Platino       | 30 000  |
| Nueva Zelanda (RIANZ)         | Oro           | 15 000  |
| Reino Unido (BPI)             | Plata         | 200 000 |